# St. Mauritius (Medingen)

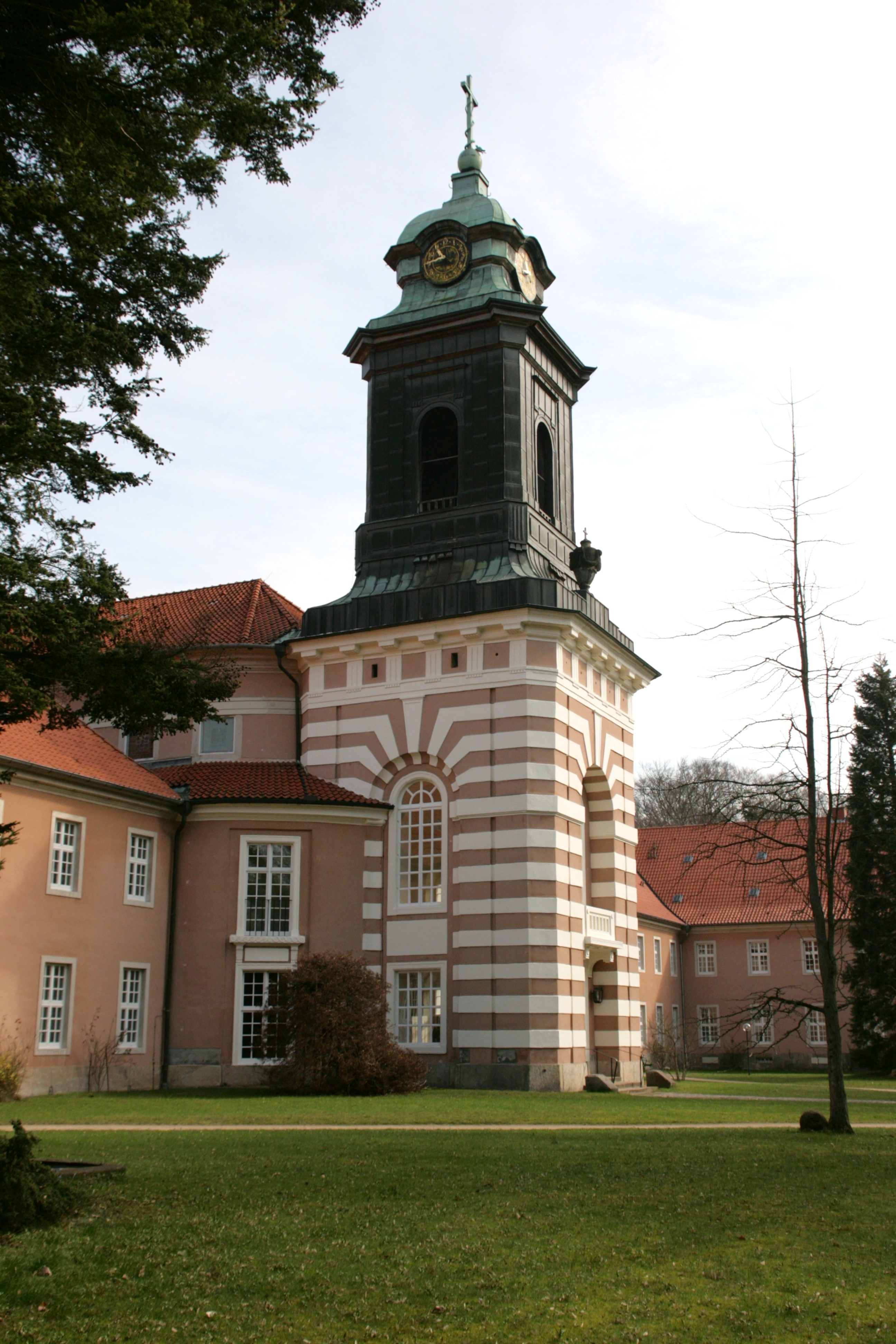
Klosterturm

St. Mauritius ist die Kirche des evangelischen Klosters in Medingen, einem Ortsteil von Bad Bevensen in Niedersachsen. Medingen liegt ca. 16 Kilometer nördlich der alten Hansestadt Uelzen.

## Namenspatron
Namenspatron ist der Heilige Mauritius, der um 290 auf Befehl Kaiser Maximians enthauptet worden sein soll, nachdem er sich weigerte, den römischen Göttern zu opfern.

## Geschichte

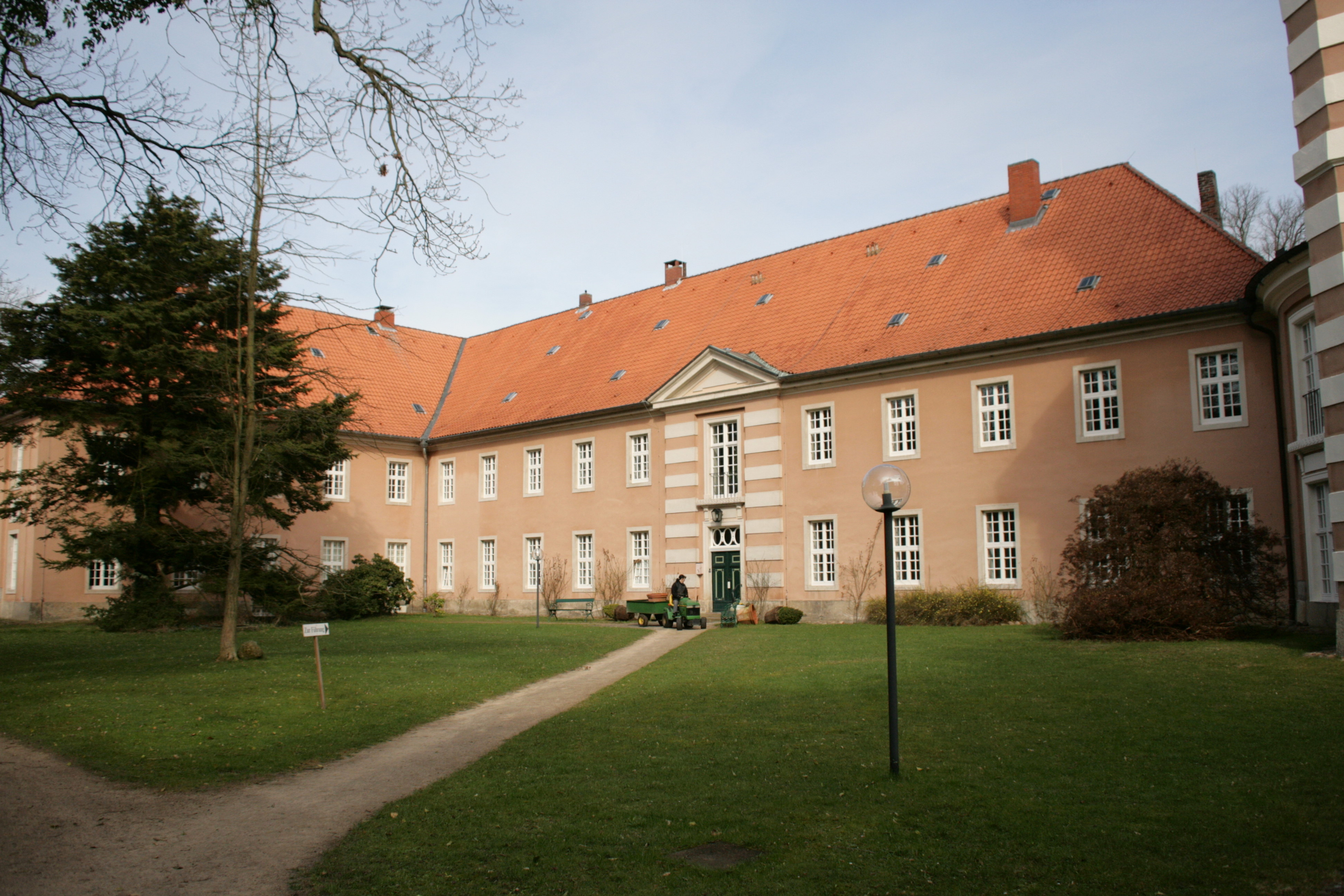
Kloster Medingen

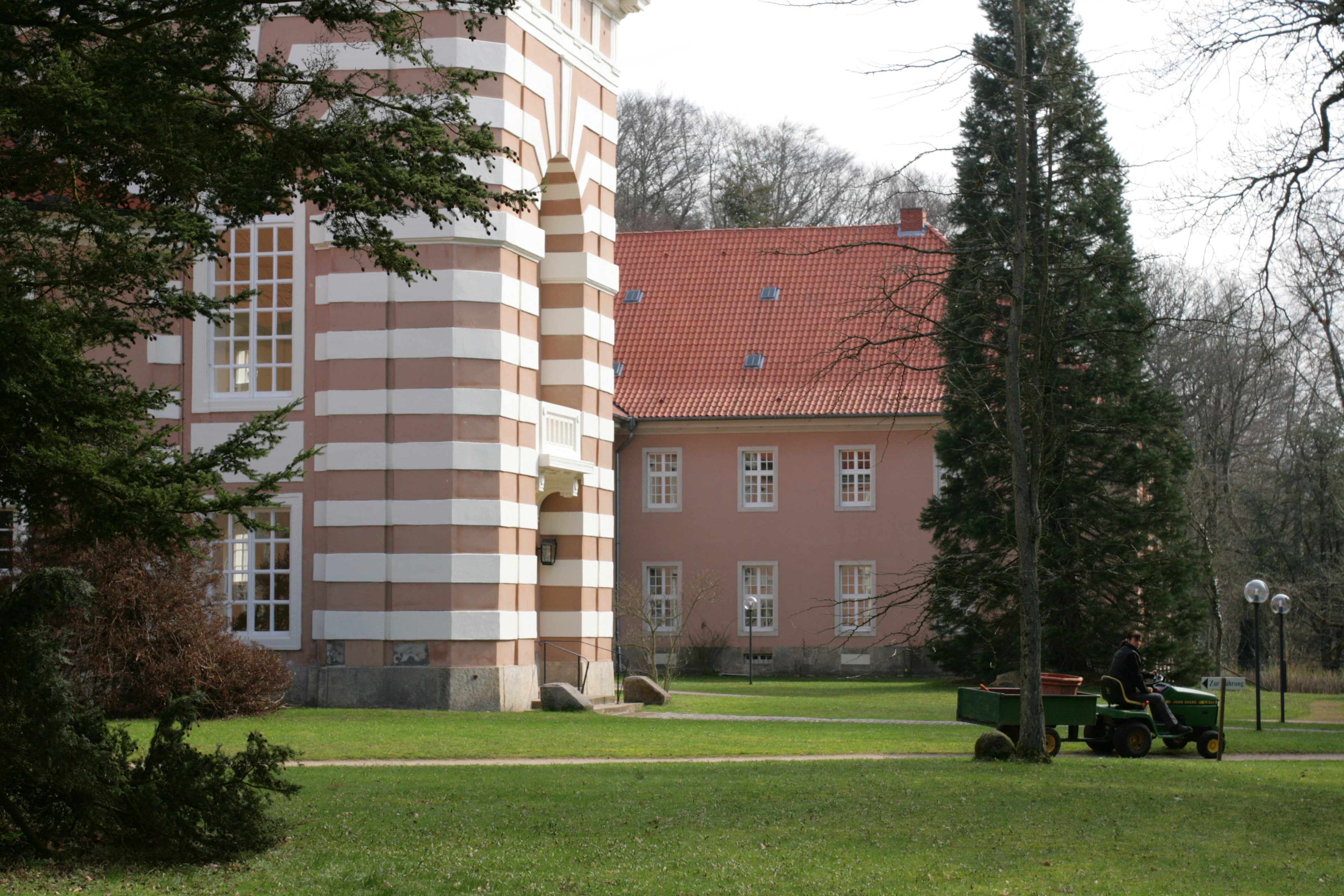
Klosterweg in Medingen

1228 wurde von einem Zisterzienserlaienbruder und vier Nonnen (Clementina, Anthonia, Floria und Zacharia) aus dem
Kloster Wolmirstedt ein Konvent gegründet. Nach ersten Ansiedlungsversuchen in Restorf bei Gartow, dann in Plate bei Lüchow, wurde den Nonnen für einen Neuanfang 1237 vom Kloster Rastede Grundbesitz in Bohndorf geschenkt. Nachdem aber der Propst des neugegründeten Klosters auf dem Weg von (Alten-)Medingen nach Bohndorf ermordet worden war, fanden die Nonnen Schutz bei den Rittern von Meding in Altenmedingen.
1336 siedelte das damals schon wohlhabende Zisterzienserkloster abermals um nach Zellensen. Der neue Standort westlich der Ilmenau wurde in Medingen umbenannt, der ursprüngliche Klosterort in Altenmedingen.
In den folgenden Jahrhunderten wurde das Kloster Medingen weiter ausgebaut und erneuert. Anfang des 15. Jahrhunderts wurde die zum Teil stark beschädigte Klosterkirche wiedererrichtet und mit neuen Gewölben verstärkt. 1502 wurde eine Kapelle auf der Südseite des Klosters fertiggestellt, und 1507 wurde auf dem Kirchhof ein freistehender Glockenturm gebaut.
Aufgrund der Tatsache, dass man sich mit der Reformation in Medingen schwer tat, soll Äbtissin Elisabeth von Evern 1524 im Brandhaus des Klosters eine Lutherbibel verbrannt haben.
Am 11. Juli 1529 wurde der Propst vom Herzog nach Celle bestellt. Dort erklärte dieser ihn für abgesetzt, weil er ebenfalls der Reformation ablehnend gegenüber stand und die Äbtissin wohl unterstützte. Die Nachfolgerin von Elisabeth von Evern, Äbtissin Margarete von Stöterogge, leistete gleichfalls Widerstand gegen eine „Lutherisierung“ des Klosters.
„Im Jahr 1536 besuchte Herzog Ernst der Bekenner Medingen und stellte die Leitung des Klosters, nach mehrfachen Versuchen des Einwirkens, vor vollendete Tatsachen, indem er Teile des Klosters einfach abreißen ließ.“
Im Jahr 1542 ging Herzog Ernst noch etwas weiter und zog alle Einkünfte und Güter des Klosters ein. Daraufhin ergriff Äbtissin Margaretha II. die Flucht nach Hildesheim und nahm sämtliche Schätze sowie das Archiv des Klosters mit sich, anstatt sie dem Herzog zu überlassen. In der Folge stellte sich Bischof Christoph an die Seite des Klosters und reichte am Kammergericht zu Speyer eine Klageschrift gegen den Herzog ein. Dadurch kam es zu einem kaiserlichen Mandat gegen den Herzog, das für Frieden zwischen den beiden Streitparteien sorgen sollte.
Erst im Jahr 1555 bekannte sich das Kloster endgültig zum Luthertum und wird seitdem bis heute als klösterliche Gemeinschaft mit Konvent und Äbtissin fortgeführt.
In seiner weiteren Geschichte musste das Kloster immer wieder Zerstörungen des Gebäudes verzeichnen, wie etwa zur Zeit des Dreißigjährigen Krieges.
1788 erfolgte ein Neubau im barocken und klassizistischen Stil. Dieser blieb der einzige des Protestantismus in Norddeutschland. Den Auftrag für den Wiederaufbau hatte Landbaumeister Christian Ludwig Ziegler noch im Jahr der Zerstörung erhalten. Der entstandene Neubau wurde letztendlich von König Georg III. eingeweiht.

## Gegenwart
Das Kloster präsentiert sich heute als schlossähnliches Gebäude im klassizistischen Stil mit einem barocken Kirchturm und einer Kirche in der Mitte. Möbel, Teppiche, Gemälde, Silber und Stickereien mit Flussperlen aus der Ilmenau zählen zu den bedeutendsten Kunstschätzen.
Früher wurden in das Kloster unverheiratete Damen adeliger und bürgerlicher Herkunft aufgenommen. Insbesondere galt dies für Töchter von Offizieren oder höheren Beamten. Heute hingegen sind es oft Frauen, die nach ihrer Berufstätigkeit in das Kloster eingehen. Sie müssen heute auch nicht mehr adeliger Abstammung und unverheiratet sein. Jedoch müssen sie alleinlebend sein. Als alleinlebende Frauen gelten unter anderem ledige, verwitwete oder geschiedene Frauen.
Heutzutage werden auch Veranstaltungen im Kloster abgehalten. Die besondere Atmosphäre sorgt für ein unvergessliches Erlebnis und begeistert viele Zuschauer. Das renovierte Brauhaus wird heute auch als Tagungsraum genutzt.

## Pastoren
- Julius Oeltzen (1821–1831)
- Katrin Dieckow (2003–2018)
- Johannes Luck (seit 2018)

## Architektur
Trotz seines überwältigenden Anblicks zeigt das Kloster eine gewisse Leichtigkeit und erinnert an ein klassizistisches Schloss. Diese Wirkung auf den Betrachter wird unter anderem durch den zentralen Turm und die klassizistische Bauweise erzeugt. Der Turm des Gebäudes zeigt aber auch Einflüsse aus dem Barock, dies liegt vor allem an seinem Kupferhelm.

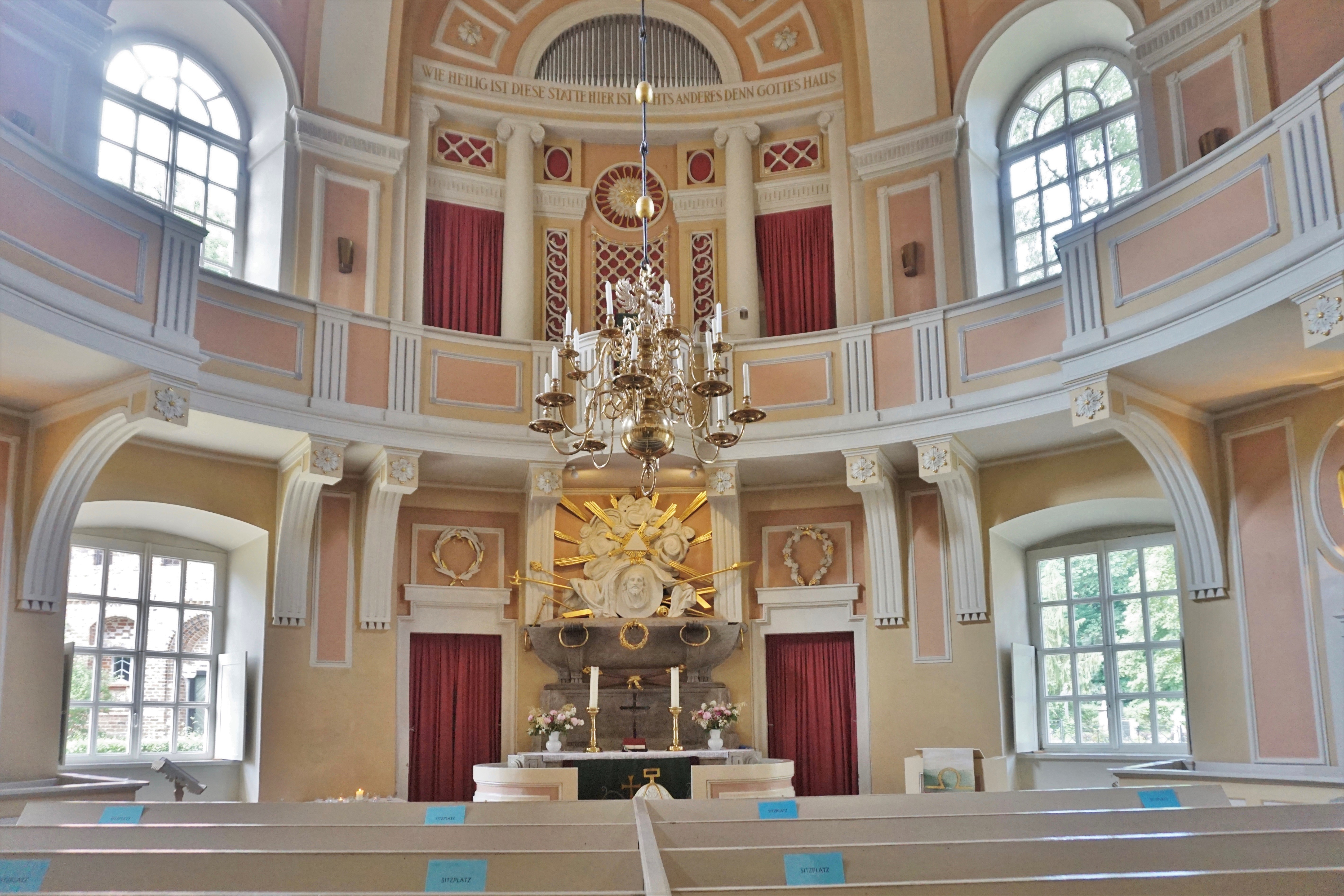
Innenraum
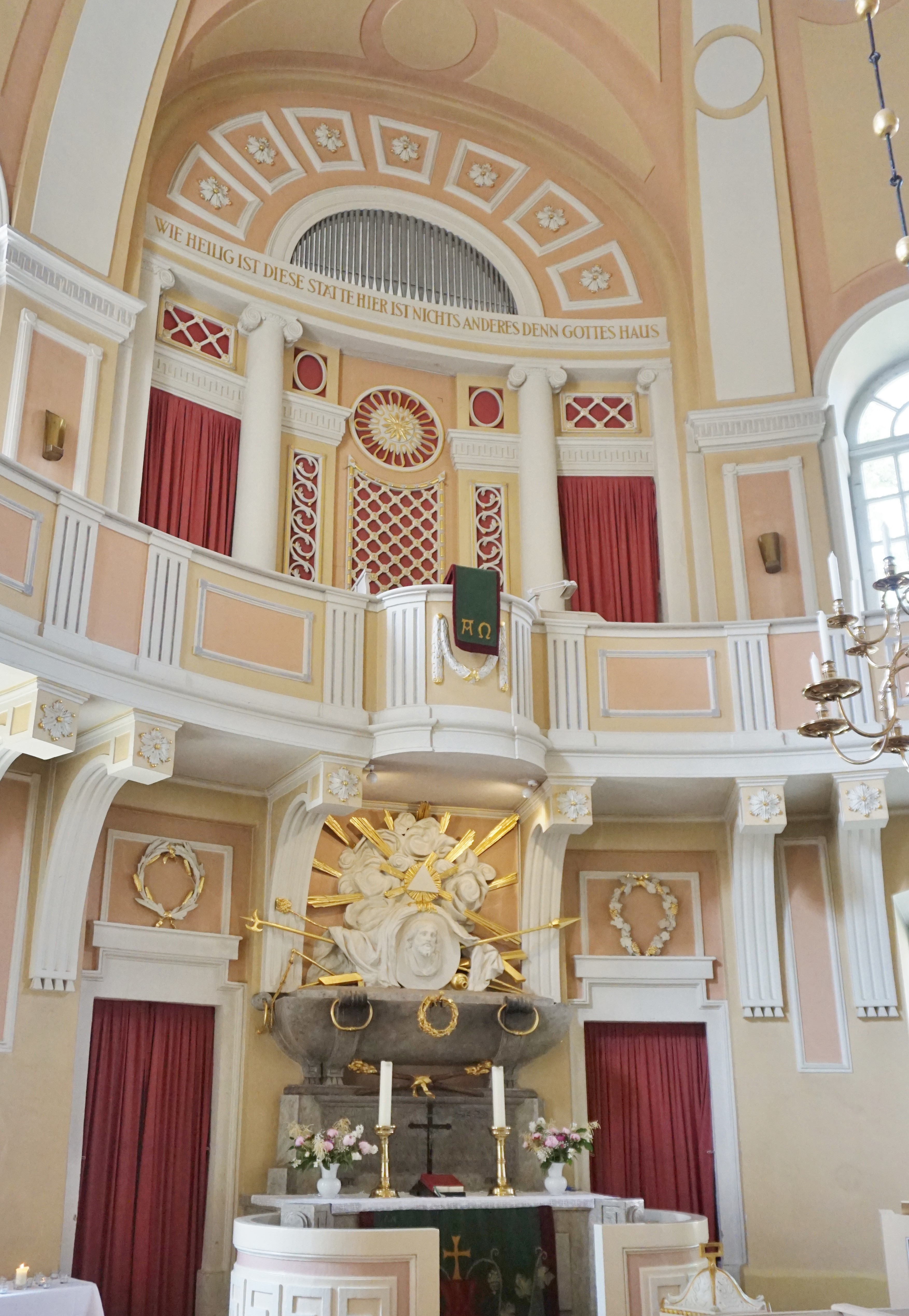
Auferstehungsaltar mit Kanzel
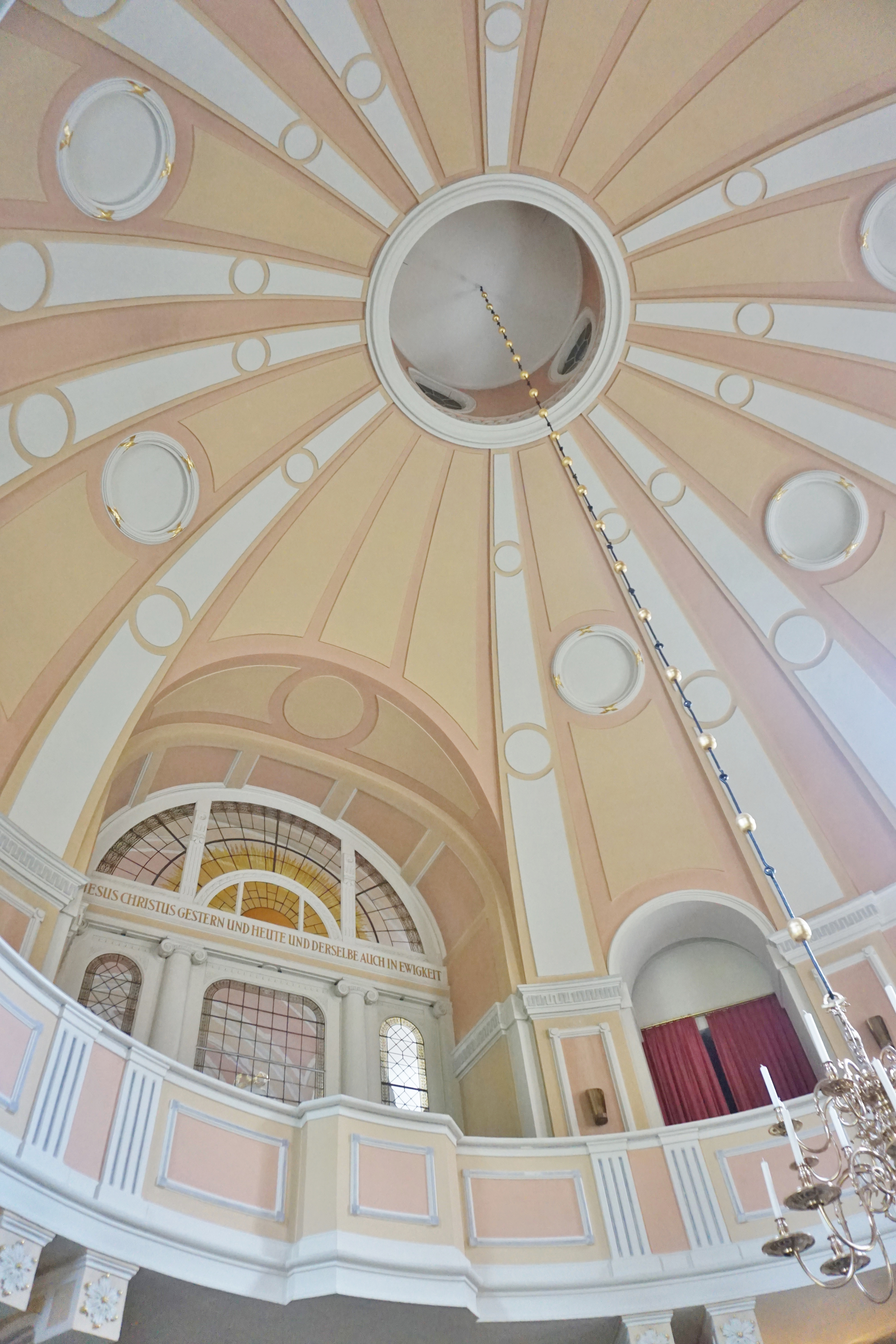
Deckengewölbe
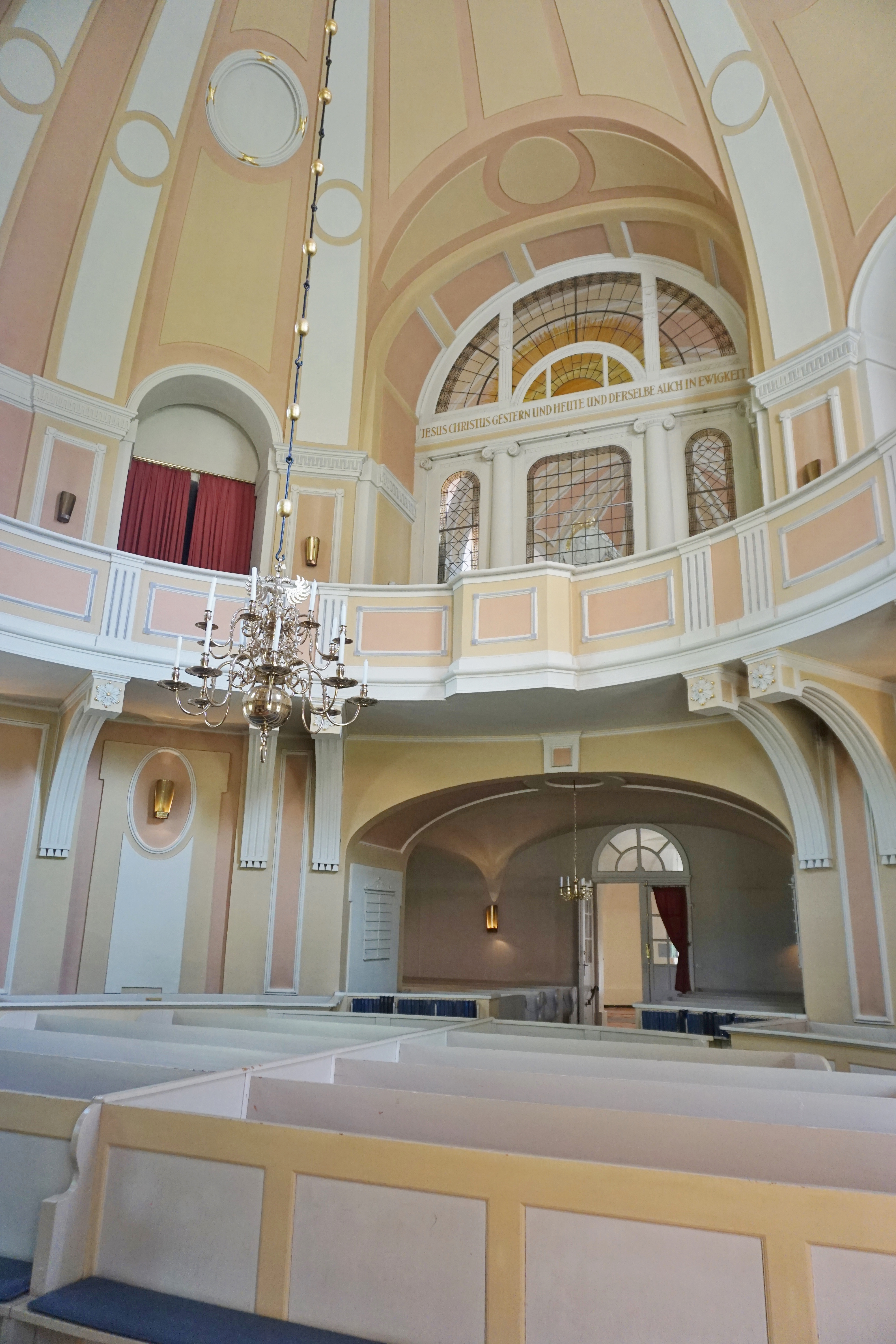
Eingangsbereich

## Ausstattung
Prinzipalausstattungsstück ist der Auferstehungsaltar mit Sarkophag und einem Reliefbild von Jesus Christus. Direkt über dem Altar befindet sich die Kanzel, direkt gegenüber der Platz des Damenchors.
Ein anderer Blickfang der Kirche ist der große Messingleuchter, der mit einem Doppeladler und einem Drachen verziert ist. Er trägt die Inschrift „Margredta von Dassel Abbetista in Medingen“ sowie die Jahreszahl 1655.
Von der mittelalterlichen Ausstattung haben sich wenige Objekte erhalten, wurden doch durch einen verheerenden Brand 1781 zahlreiche Kunstschätze vernichtet. Eine gotische Eichentruhe sowie das Brauhaus aus dem Jahr 1400 blieben davon verschont. Eine Silberstatuette des heiligen Mauritius, 16 cm hoch und entstanden um 1480, befindet sich immer noch im klösterlichen Besitz. Ein Antependium aus dem letzten Drittel des 15. Jahrhunderts (86 × 252,5 cm) ist heute im Museum August Kestner in Hannover (Inv. Nr. WM XXII, 8). Neben der zentralen Kreuzigung sind darauf die Patrone Medingens – Maria und Mauritius – und der nahen Stadt Lüneburg – Erzengel Michael und Johannes der Täufer –  sowie zwei geistliche Frauen dargestellt. Zahlreiche Halbfiguren preisen in Spruchbandtexten Christus. Am unteren Rand des ungewöhnlichen Textils befinden sich eine Geburtsszene und die Auferstehung Christi. Der 56 cm hohe Äbtissinnenstab des Klosters wurde 1494 in Lüneburg von Hermen Worm angefertigt. Anlass war die Erhebung Medingens zur Abtei in eben diesem Jahr. In der Stabskrümme stehen auch hier die Figuren des heiligen Mauritius und der Muttergottes.

### Orgel
Die in der Klosterkirche befindliche Orgel wurde 1910 von dem Orgelbaumeister Ernst Röver gebaut. Sie verfügt über pneumatische Spiel- und Registertraktur. Für Besucher der Kirche ist das Instrument nur schwer zu erkennen, da es hinter der Kanzel in der originalen klassizistischen Fassade steht.
Eine weitere Auffälligkeit der Orgel ist, dass in ihr sämtliche Pfeifen auf drei großen Windkästen, dem Herz der Orgel, stehen – wobei jede einzelne Pfeife ihr eigenes Ventil besitzt. Dieses geht nur dann auf, wenn sowohl der dazugehörige Klangfarbenzug eingeschaltet als auch die dazugehörige Taste niedergedrückt ist. Dieses System – Kastenlade genannt – ist 1697 von Eugenio Casparini weiterentwickelt und im 19. Jahrhundert von Ernst Röver, dem Erbauer dieser Orgel, aufgegriffen worden. Heutzutage werden solche Systeme beim Bau einer Orgel nicht mehr benutzt.
Die Orgel wurde 1966 umdisponiert, erfuhr aber im Jahr 1986 eine zeitaufwändige Restaurierung durch Werner Bosch Orgelbau. Unter anderem waren die etwa 800 kleinen Bälge – also die Luftbehälter, die die angesogene Luft durch Druck an einen schwingenden Körper abgeben – brüchig und porös geworden und wurden durch neue ersetzt.
Die Disposition der Orgel im Zustand von 1957 lautet:
| I. Manual |                  |          |
| 1.        | Gedackt          | 16′      |
| 2.        | Principal        | 8′       |
| 3.        | Flûte harmonique | 8′       |
| 4.        | Gambe            | 8′       |
| 5.        | Zartgedackt      | 8′       |
| 6.        | Octave           | 4′       |
| 7.        | Mixtur II        | 2 ⁄3′+2′ |

| II. Manual |                 |    |
| 8.         | Salicional      | 8′ |
| 9.         | Flauto amabile0 | 8′ |
| 10.        | Aeoline         | 8′ |
| 11.        | Vox coelestis   | 8′ |
| 12.        | Gemshorn        | 4′ |

| Pedal |           |     |
| 13.   | Subbaß    | 16′ |
| 14.   | Octavbaß0 | 8′  |
| 15.   | Salicet   | 8′  |

- Koppeln:
  - Normalkoppeln II/I, I/P, II/P
  - Superoktavkoppel II/I
  - Suboktavkoppel II/I

### Glocke
Die Glocke ist knapp einen Meter groß und 240 Kilogramm schwer. Sie stammt aus dem 17. Jahrhundert. Im Jahr 2015 musste sie restauriert werden.

## Medinger Handschriften
Die Medinger Handschriften sind ein europaweit einmaliger Bestand. Nirgendwo sonst hat sich eine solche Fülle an persönlichen Gebetbüchern erhalten, die von den Frauen selbst zusammengestellt und eigenhändig geschrieben sowie ausgemalt wurden. Sie sind allerdings heute über Bibliotheken in Deutschland, Dänemark und England verstreut. Ein Online-Projekt von Henrike Lähnemann hat sich zum Ziel gesetzt, die verstreuten Handschriften und Drucke zumindest virtuell wieder zu vereinen.
In Medinger Handschriften sind zahlreiche Leisen enthalten wie „Gelobet seist du, Jesu Christ“ als Antwort auf die lateinische Sequenz für die weihnachtliche Mitternachtsmesse „Grates nunc omnes“ sowie die erste Strophe des Osterlieds „Wir wollen alle fröhlich sein“. Der Musikwissenschafter Walther Lipphardt hat den Bestand zuerst zusammengestellt, wenn auch seine Frühdatierungen für die Handschriften vielfach nicht haltbar sind.